# Joc de copii (Star Trek: Voyager)
„Joc de copii” (titlu original: „Child's Play”) este al 19-lea episod din al șaselea sezon al serialului TV american științifico-fantastic Star Trek: Voyager și al 139-lea episod în total. A avut premiera la 8 martie 2000 pe canalul UPN.

## Prezentare
Familia lui Icheb, unul dintre copiii Borg, este găsită, dar acesta ezită să se întoarcă la ei. Seven este și ea reticentă ca Icheb să părăsească nava; iar părinții lui ascund motivul real pentru care îl vor înapoi.

## Actori ocazionali
- Manu Intiraymi - Icheb - apărut prima dată în episodul „Micii răpitori”[6]
- Marley S. McClean - Mezoti
- Kurt Wetherill - Azan
- Cody Wetherill - Rebi
- Scarlett Pomers - Naomi Wildman
- Tracey Ellis - Yifay
- Mark A. Sheppard - Leucon
- Eric Ritter - Yivel